# Estación Las Peñas
Las Peñas es una estación ferroviaria ubicada en la localidad homónima, Departamento Totoral, Provincia de Córdoba, Argentina.
Su edificio se encuentra en un buen estado de preservación.

## Servicios
Fue inaugurada en 1911 por el Ferrocarril Central Norte Argentino. En 1948 se transfirió al Ferrocarril General Belgrano. No presta servicios de pasajeros ni de cargas desde 1977. Sus vías e instalaciones están a cargo de la empresa estatal Trenes Argentinos Infraestructura.Este tramo que viene desde Macha a Cañada de Luque fue levantado completamente, sacaron vías, durmientes, terraplenes y pasos a nivel. Solo quedaron los puentes en la zona desde Macha a Las Peñas, son tres puentes que aún se mantienen en pie.